# Emicrania emiplegica familiare
L'emicrania emiplegica familiare è una rara malattia genetica autosomica dominante, caratterizzata da attacchi di emicrania che comprendono tipicamente emiparesi (debolezza della metà del corpo)   che può durare per ore, giorni o settimane. 
Essa può essere considerata come una variante molto più grave dell'emicrania con aura, accompagnata da altri sintomi, come l'atassia, il coma e la paralisi. 
Ci sono 3 loci noti per la condizione: FHM1, che rappresenta circa il 50% dei pazienti ed è causata da mutazioni in un gene che codifica per un canale del calcio P/Q α subunità, CACNA1A. FHM1 è anche associato a degenerazione cerebellare. FHM2, che rappresenta meno dei 25% dei casi di emicrania emiplegica familiare, ed è causata da mutazioni gene ATPasi della pompa sodio-potassio. L'FHM3 è un raro sottotipo ed è causata da mutazioni in un gene codificante il canale del sodio α-subunità, SCN1A. Questi tre sottotipi non tengono conto di tutti i casi della condizione, suggerendo l'esistenza di almeno un altro locus (FHM4). 
Molti dei casi non familiari di emicrania emiplegica (emicrania emiplegica sporadica) sono anche causati da mutazioni in questi loci.
Tuttavia, pur trattandosi in ogni caso di una malattia genetica, il 30 % dei malati non presentano alterazioni nei geni individuati. In tali casi sono ancora in corso ricerche.

## Epidemiologia
L'emicrania è di per sé un disturbo molto comune che si verifica nel 15-20% della popolazione. 
L'emicrania emiplegica, sia essa familiare o sporadica, è meno diffusa, con lo 0,01% di prevalenza secondo uno studio epidemiologico. Le donne sono tre volte più a rischio di incorrere nella condizione rispetto ai maschi.

## Segni e sintomi
I segni si sovrappongono in maniera significativa con quelli dell'emicrania con aura. In breve, la condizione è caratterizzata da emicrania con aura associata a emiparesi e, seppur in rari casi, alla degenerazione cerebellare. Questa degenerazione può causare atassia episodica o progressiva. 
Questa malattia può anche presentarsi con gli stessi segni delle convulsioni benigne infantili e con quelli dell'emiplegia alternante dell'infanzia.
Le persone colpite possono sperimentare debolezza prolungata, convulsioni, confusione e perdita di memoria. 
Sebbene avvenga solo in rari casi, gli attacchi possono essere abbastanza gravi da causare coma. 
Durante tali gravi attacchi, la debolezza e i disturbi del linguaggio possono durare per diversi giorni, settimane o addirittura mesi ma di solito il recupero è quasi completo.
Tuttavia, in alcuni casi, possono svilupparsi complicazioni permanenti anche gravi.
I Sintomi dell'aura, come intorpidimento, parestesie agli arti, alterazioni della sensibilità e offuscamento della vista, tipicamente persistono per 30-60 minuti ma, in queste forme, possono durare anche per settimane e mesi. 
Un attacco ha le caratteristiche di un ictus, ma a differenza di un ictus vero e proprio, si risolve nel tempo in buona parte dei casi.
Patologie concomitanti possono aumentare il rischio di complicazioni gravi degli attacchi, sebbene questo si verifichi più frequentemente in età adulta.
L'insorgenza della malattia avviene tra la prima e la seconda decade di vita.

## Trattamento e gestione
Ai pazienti con la condizione viene consigliato di evitare attività che possono scatenare i loro attacchi. Un trauma cranico minore è una frequente causa di attacchi, quindi chi soffre di emicrania emiplegica familiare dovrebbe evitare gli sport di contatto. 
Il ricorso all'acetazolamide o ai farmaci standard sono spesso utilizzati per il trattamento delle forme più gravi, anche se i preparati che portano a vasocostrizione dovrebbero essere evitati a causa del rischio di ictus.

## Screening
Lo screening prenatale non viene in genere fatto per l'emicrania emiplegica familiare, ma può essere eseguito se richiesto.